# ELA Aviación
ELA Aviación, SL. è un'azienda aeronautica spagnola attiva nella produzione di autogiro, fondata nel 1993. La sigla ELA riassume le iniziali di Emilio Lopez Alemany, fondatore e progettista della società, al quale si sono affiancati nel tempo, come manager, i due figli.
La produzione dei velivoli, iniziata a Casarrubios del Monte, si è successivamente spostata nell'attuale sede a Fuente Obejuna, in Andalusia. Attualmente circa l'85% della produzione annua della ELA è destinata all'esportazione.
Gli autogiro attualmente prodotti da ELA sono:
- ELA 07 Cougar
- ELA 07 S
- ELA 07 Agro

Si stima che l'azienda abbia costruito circa 400 velivoli dalla sua fondazione.

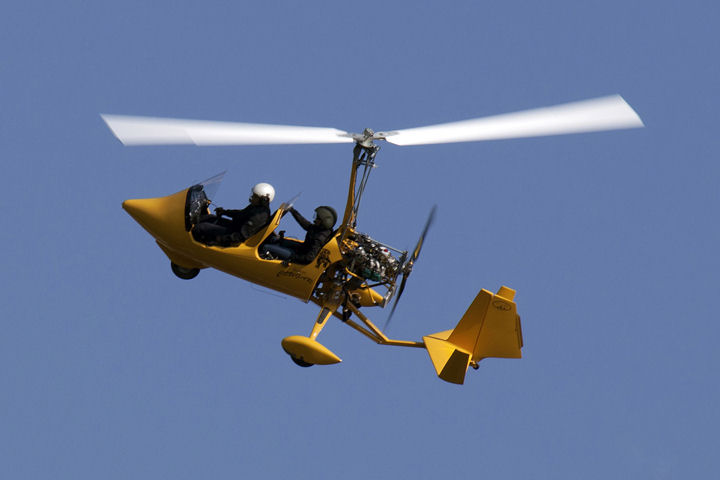
L'autogiro ELA 07 Cougar